# Bactrocera floresiae
Bactrocera floresiae är en tvåvingeart som beskrevs av Drew och Albany Hancock 1994. Bactrocera floresiae ingår i släktet Bactrocera och familjen borrflugor. Inga underarter finns listade.